# Āqech
Āqech (persiska: آقچ) är en ort i Iran.   Den ligger i provinsen Nordkhorasan, i den nordöstra delen av landet, 600 km öster om huvudstaden Teheran. Āqech ligger 1 711 meter över havet och antalet invånare är 235.
Terrängen runt Āqech är varierad.Runt Āqech är det ganska glesbefolkat, med 31 invånare per kvadratkilometer. Närmaste större samhälle är Now Deh, 2,2 km väster om Āqech. Trakten runt Āqech består i huvudsak av gräsmarker.